# أوكلاهوما (فلم)
أوكلاهوما (بالإنجليزية: Oklahoma!) هو فيلم موسيقي تم إنتاجه في الولايات المتحدة وصدر في سنة 1955.

## ترشيحات وجوائز
| السنة | الحدث  | الفئة               | النتيجة |
| ----- | ------ | ------------------- | ------- |
|       | أوسكار | أفضل موسيقى تصويرية | فوز     |

## الميزانية والإيرادات
بلغت تكلفة إنتاج الفيلم حوالي 6.8 مليون دولار بينما حقق أرباحا تقدر بـ 7.1 مليون دولار (est. / Canada rentals).

## وصلات خارجية
- مقالات تستعمل روابط فنية بلا صلة مع ويكي بيانات